# Houston (actrice pornographique)
Pour les articles homonymes, voir Houston (homonymie).
Houston, née le 24 mars 1969 à Long Beach, est une actrice pornographique américaine.

## Biographie
Houston est surtout connue pour son record du monde de gang bang de 1999 où elle aurait eu 620 rapports sans interruption en une journée. Le film Houston 500 fut tourné à cette occasion par le studio Métro. Elle fut emprisonnée pendant 45 jours pour conduite en état d'ivresse par la police du Comté de Ventura.
En 1999 elle dit avoir récolté un million de dollars pour ses films et shows en club.
Houston défend ardemment la chirurgie esthétique. Elle fut plusieurs fois invitée dans l'émission d'Howard Stern. Elle apparait dans les clips vidéos des groupes Kottonmouth Kings & Sum 41.
Elle fait partie de l'AVN Hall of Fame.
En 2008, Houston annonce qu'elle a un mélanome (un cancer de la peau).